# ایلتن
ایلتن (به عربی: إلیلتن) یک شهرداری در الجزایر است که در استان تیزی وزو واقع شده‌است.